# Wiesen-Kerbel
Der Wiesen-Kerbel (Anthriscus sylvestris) ist eine Pflanzenart aus der Gattung Kerbel (Anthriscus) innerhalb der Familie der Doldenblütler (Apiaceae). Unter den mitteleuropäischen Doldengewächsen ist sie die am frühesten blühende Art.

## Beschreibung

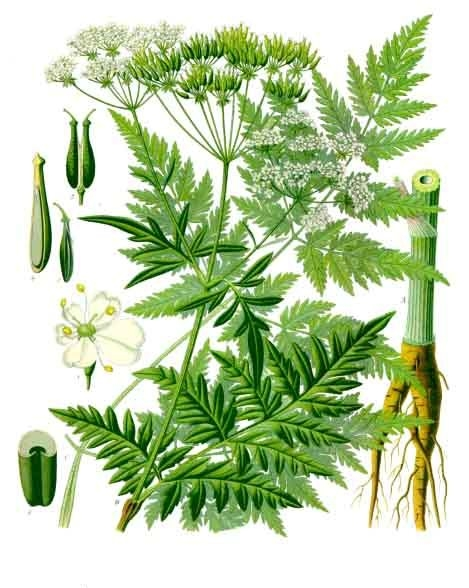
Illustration

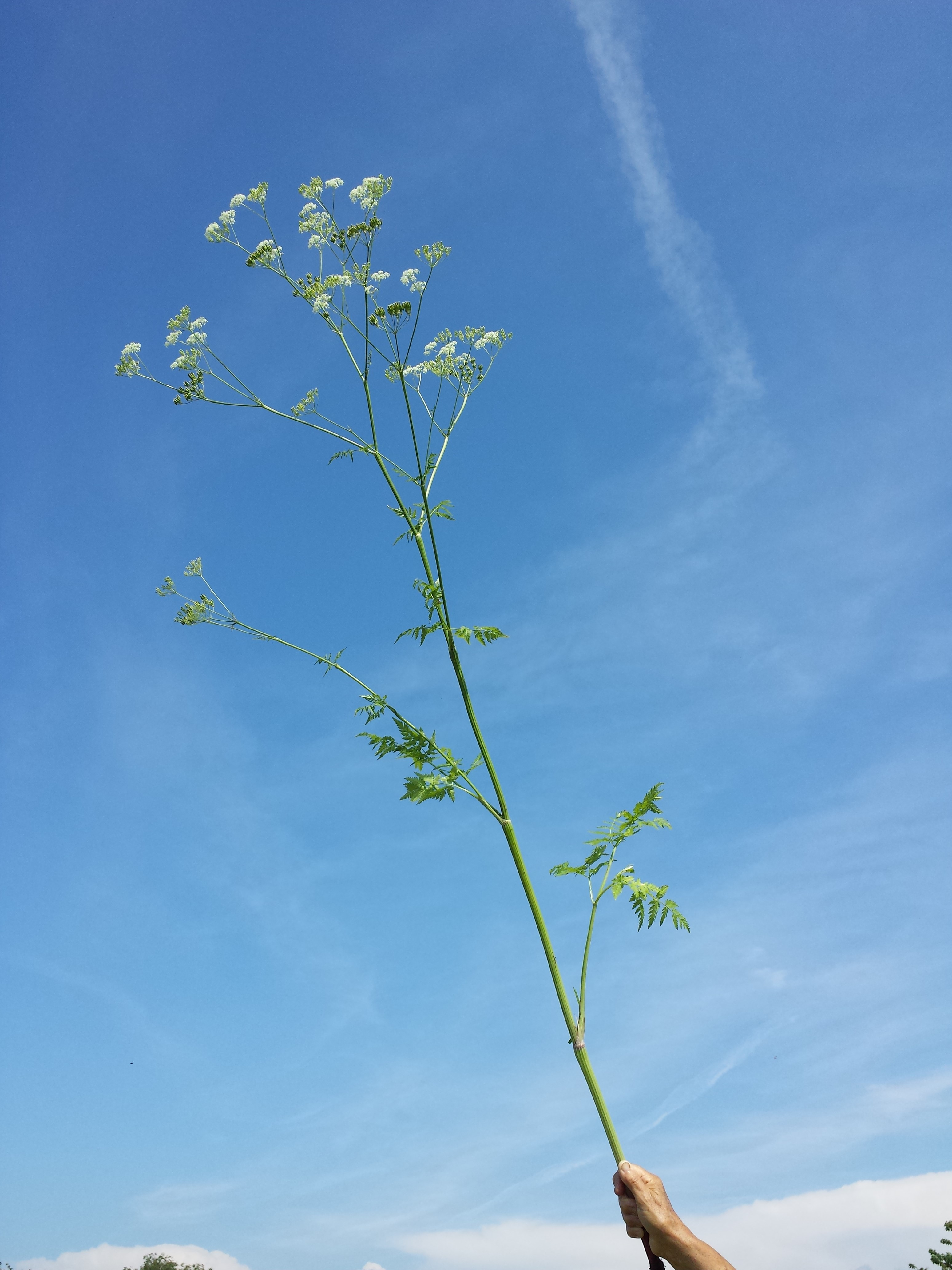
Habitus

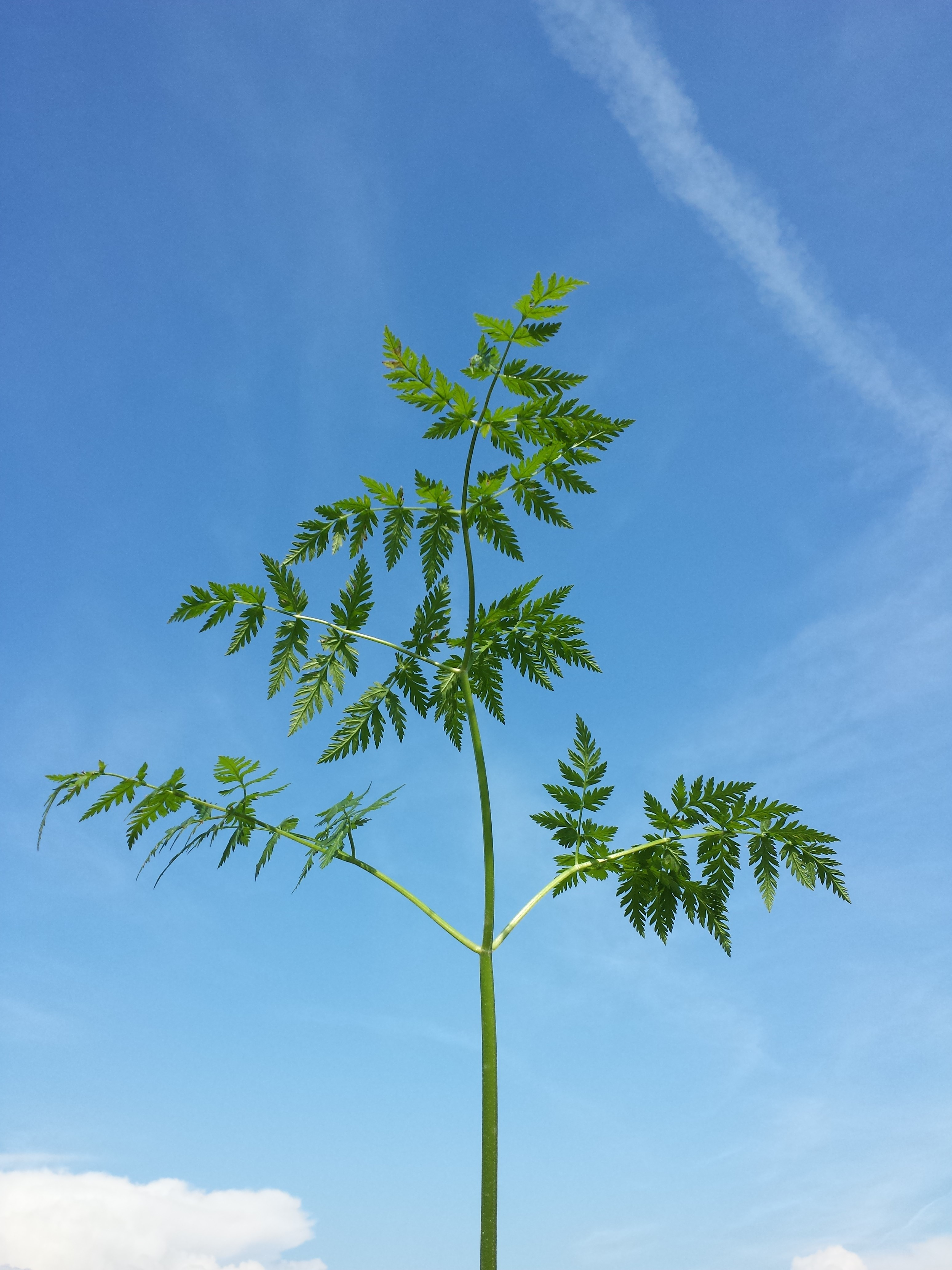
Laubblatt: die unteren Fiedern sind kleiner als die restliche Spreite

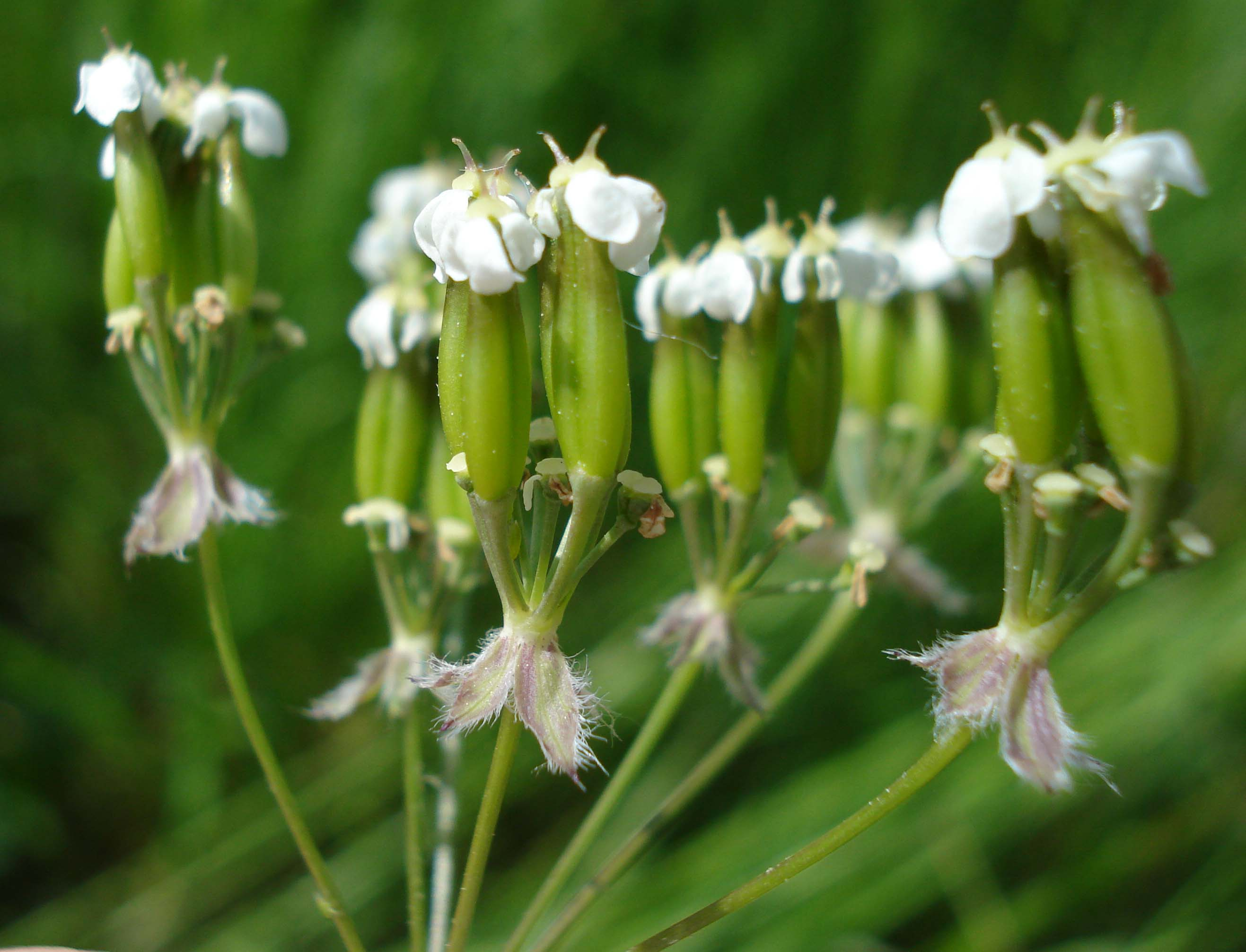
Teilblütenstand kurz nach Ende der Blütezeit

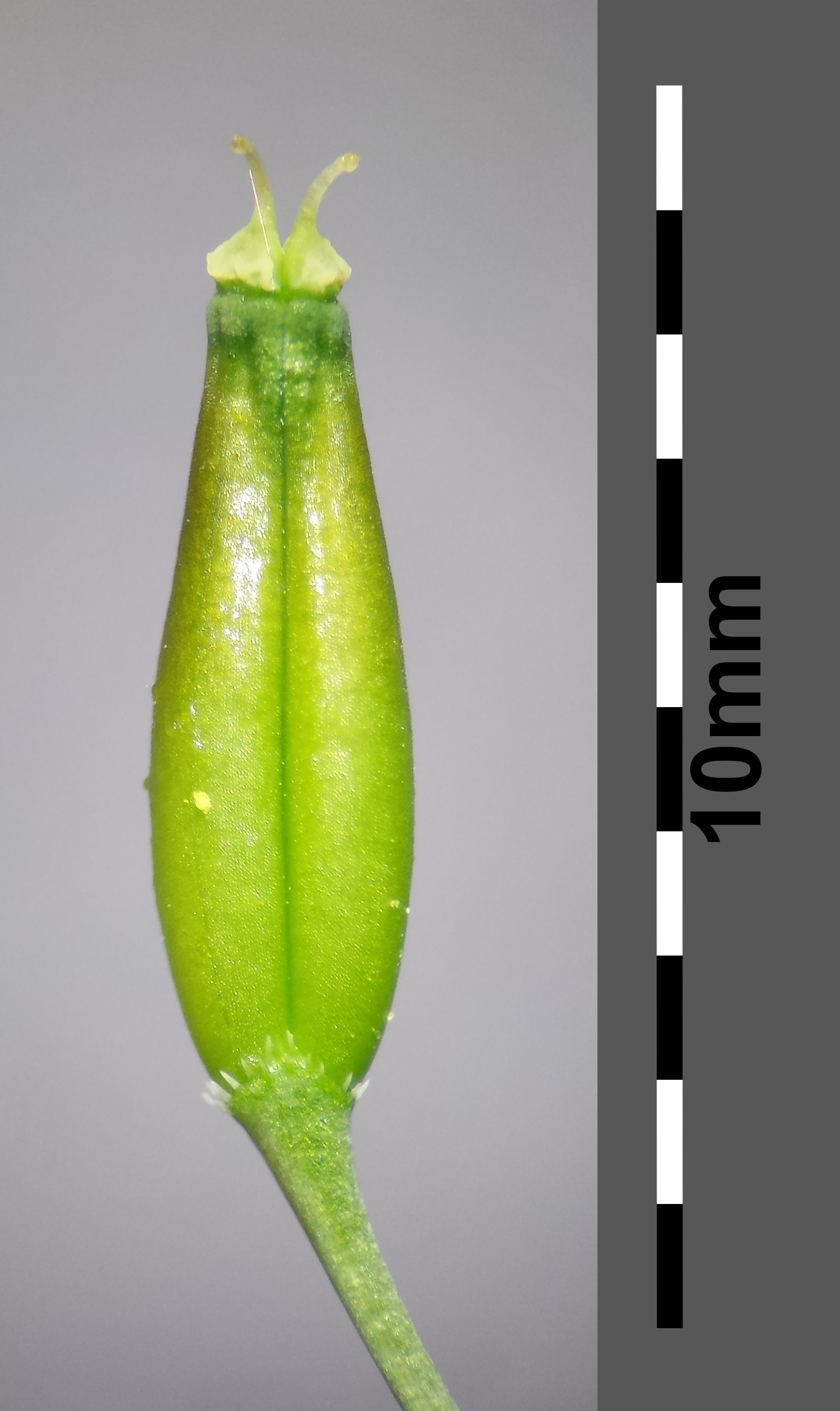
Frucht mit kurzem Schnabel unter dem Griffelpolster

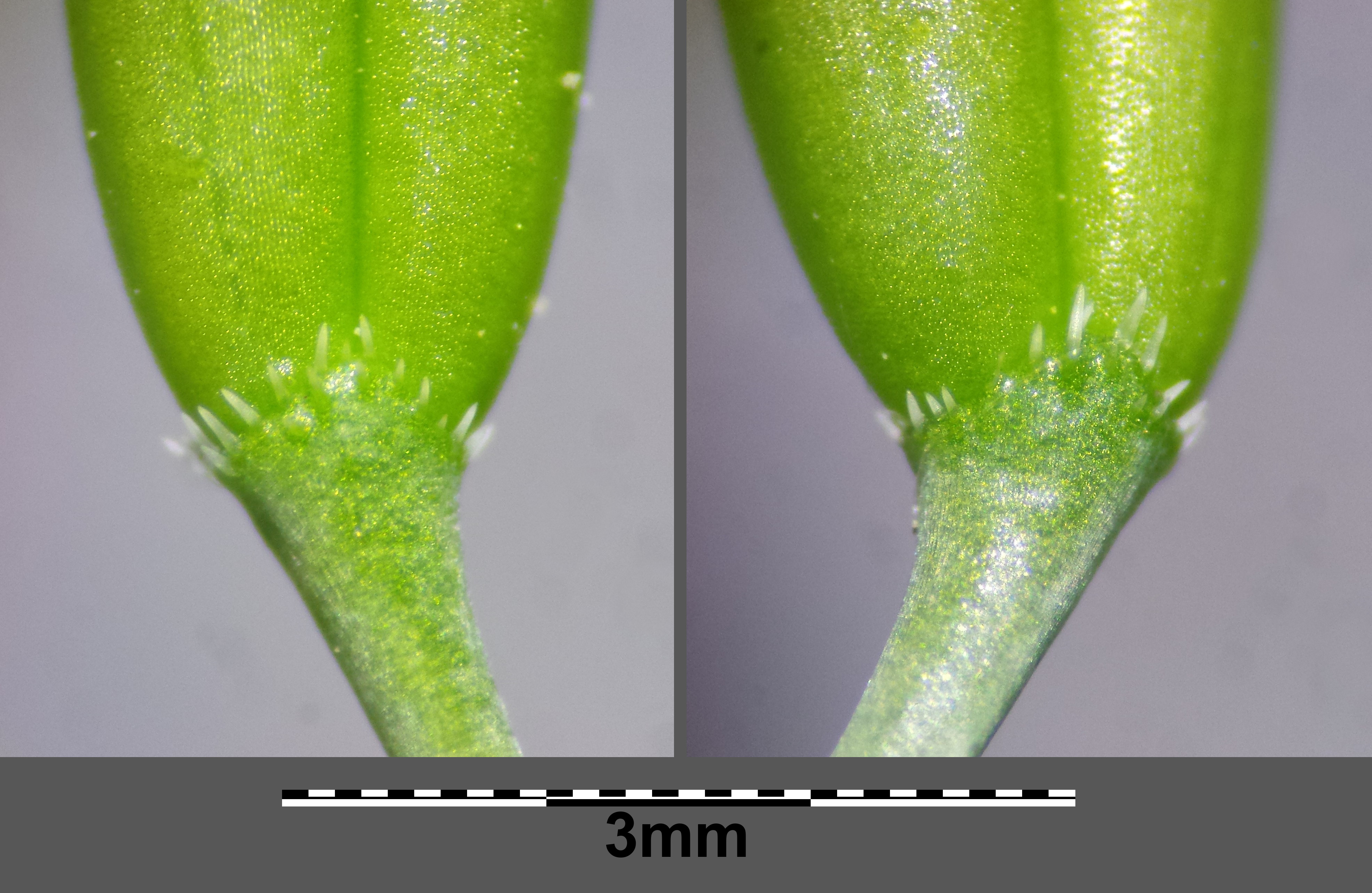
Grund der Frucht mit sehr kurzen Borstenhaaren

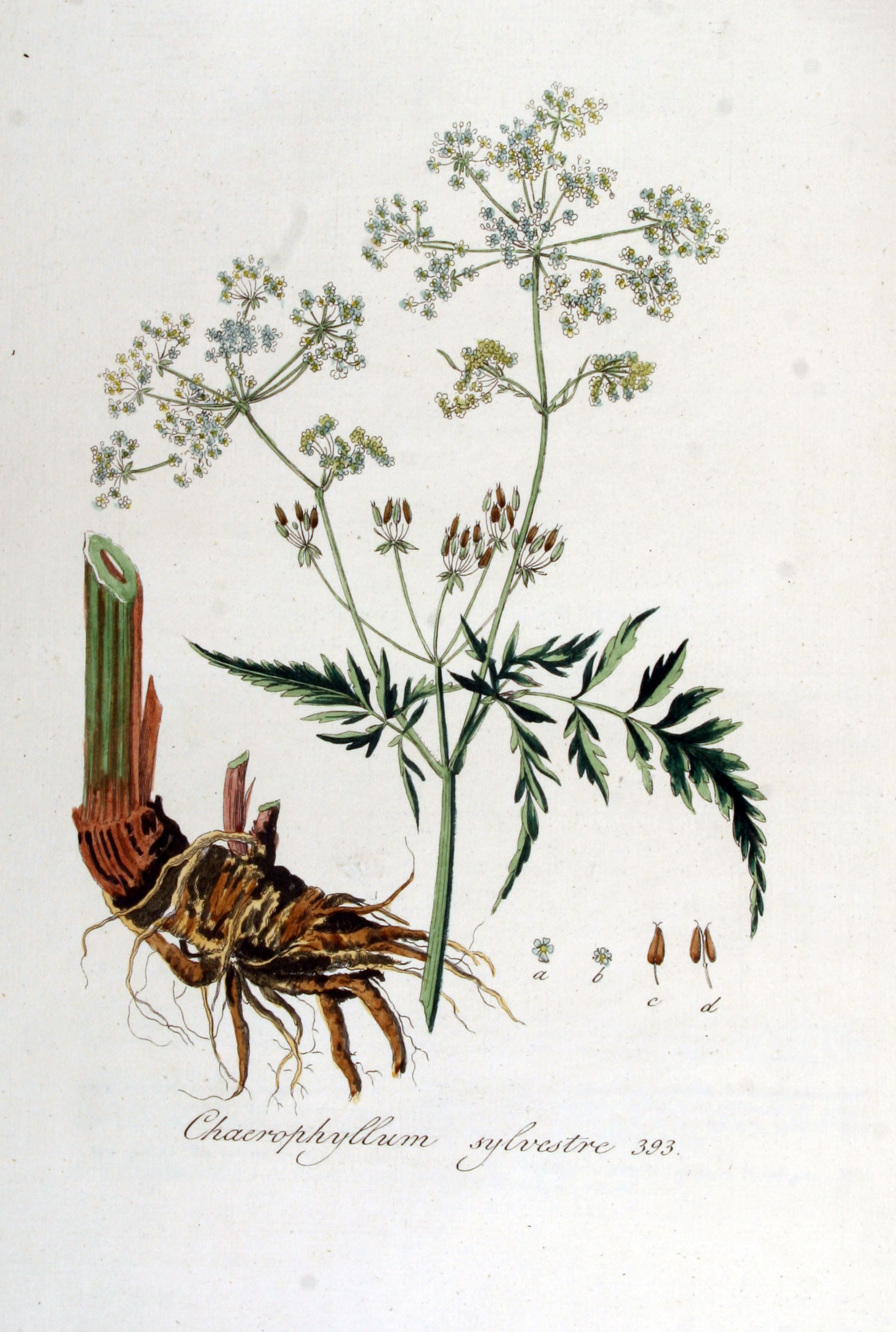
Illustration aus Flora Batava, Volume 5

### Vegetative Merkmale
Der Wiesen-Kerbel ist eine ausdauernde oder zweijährige krautige Pflanze, die Wuchshöhen von 60 bis 150 Zentimetern erreicht. Der Stängel ist fein behaart, hohl und gefurcht.
Die meist wechselständig am Stängel angeordneten Laubblätter sind meist in Blattstiel und -spreite gegliedert. Die zwei- bis dreifach gefiederten Laubblätter besitzen bei einer Länge von 15 bis 30 Zentimetern einen dreieckigen Umriss. Die Fiederblättchen sind eiförmig und fiederspaltig.

### Generative Merkmale
Der doppeldoldige Blütenstand enthält acht bis 16 Doldenstrahlen mit jeweils einem Döldchen. Hüllblätter fehlen hier. Die Döldchen besitzen gefranste Hüllchen.
Die relativ kleinen Blüten sind zwittrig. Ein Kelch fehlt. Die Kronblätter sind gekerbt und weiß. Wenn man auf die Blüte sieht, kann man das Griffelpolster als creme-weiße Struktur in der Mitte erkennen. Direkt unterhalb des Griffelpolsters setzten die Blütenblätter an. Das bedeutet, dass der Fruchtknoten unterständig ist.
Die Frucht weist ein Griffelpolster auf, das etwa halb so breit wie der darüber stehende Griffel lang ist. Bei der reifen Frucht sieht man zwischen Fruchtknoten und Griffelpolster einen etwa 1,5 Millimeter langen Abschnitt, der als „Schnabel“ bezeichnet wird. Die Spaltfrüchte sind Doppelachänen, die in zwei Teile zerfallen.
Die Chromosomenzahl beträgt 2n = 16.

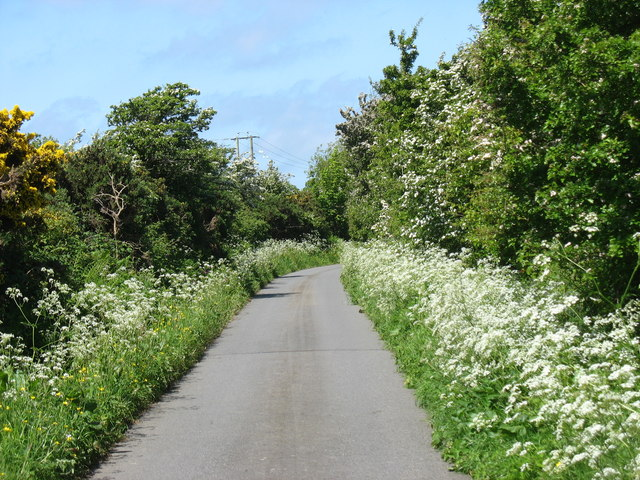
Wiesen-Kerbel entlang eines Weges

## Ökologie und Phänologie
Der Wiesen-Kerbel ist eine Halbrosettenpflanze mit einer Wurzelrübe.
Die Blütezeit reicht von April bis Juli. Auf stark gedüngten Fettwiesen prägt der Wiesen-Kerbel oft gemeinsam mit dem Scharfen Hahnenfuß (Ranunculus acris) das Erscheinungsbild im Frühjahr. Besonders gefördert wird der Wiesen-Kerbel durch das Ausbringen von Jauche.
Blütenökologisch handelt es sich um „Nektar führende Scheibenblumen“ vom Heracleum-Typ. In den zusammengesetzten Dolden finden sich neben zwittrigen auch männliche Blüten; der Wiesen-Kerbel ist also andromonözisch. Es finden sich Blütenbesucher „aller Art“ ein, besonders aber Käfer.
Es erfolgt vor allem Zufallsausbreitung durch Huftiere, d. h. die Früchte werden mit dem Futter aufgenommen und gelangen mit dem Dung zurück auf die Wiese. Außerdem erfolgt eine Verbreitung als Austrocknungsstreuer; es wird eine Streuweite bis 1 Meter erreicht. Fruchtreife ist von Juli bis September.

## Vorkommen
Anthriscus sylvestris ist von Nord- über das nordöstliche bis in tropische Zentralafrika sowie die Arabische Halbinsel und weite Teile Europas von der Kaukasusregion über West-, Zentral- bis Ostasien sowie den Indischen Subkontinent weit verbreitet. Es gibt Fundortangaben für das nördliche Algerien, Marokko, Tunesien, Äthiopien, Kenia, Tansania, Uganda, den östlichen Teil der Demokratischen Republik Kongo, den Jemen, Iran, Irak, Libanon, Syrien, den nordöstlichen Teil der Türkei, Armenien, Aserbaidschan, Georgien, den südöstlichen Teil Kasachstans, Kirgisistan, Turkmenistan, Sibirien, Russlands Fernem Osten, die Mongolei, weite Teile Chinas, Nord- sowie Südkorea, Japan, die indischen Provinzen Himachal Pradesh, Jammu sowie Kaschmir, Nepal, das Vereinigte Königreich, Irland, Dänemark, Schweden, Norwegen, Finnland, Belgien, die Niederlande, Deutschland, Österreich, die Schweiz, Tschechien, Ungarn, Polen, die Slowakei, den europäische Teil Russlands, Belarus, Estland, Litauen, Lettland, Moldawien, die Ukraine, die Krim, Albanien, Bulgarien, Bosnien und Herzegowina, Griechenland, Kroatien, Italien, Nordmazedonien, Montenegro, Rumänien, Serbien, Slowenien, Frankreich, Spanien sowie Portugal.
Der Wiesen-Kerbel ist in Mitteleuropa häufig und weit verbreitet.
Der Wiesen-Kerbel kommt in Mitteleuropa von den Tallagen bis an die Waldgrenze in den Alpen vor. Als Stickstoffzeiger wächst er an sonnigen bis halbschattigen Standorten in frischen, nährstoffreichen bis überdüngten Wiesen sowie an Wald- und Gebüschrändern und in Hochstaudenfluren. In Mitteleuropa ist Anthriscus sylvestris Teil der Ordnung Arrhenatheretalia, aber kommt auch in Pflanzengesellschaften der Glechometalia-Ordnung oder des Arction-Verbands vor.

## Systematik
Die Erstveröffentlichung erfolgte 1753 unter dem Namen (Basionym) Chaerophyllum sylvestre durch Carl von Linné in Species Plantarum, Tomus I, Seite 258. Das Artepitheton sylvestris bedeutet „im Wald wachsend“. Die Neukombination zu Anthriscus sylvestris (L.) Hoffm. wurde 1814 durch Franz Georg Hoffmann in Genera Plantarum Umbelliferarum, 40 veröffentlicht.
Je nach Autor gibt es mehrere Unterarten:
- Alpen-Wiesen-Kerbel (Anthriscus sylvestris subsp. alpinus (Vill.) Gremli, Syn.: Chaerophyllum alpinum Vill.): Sie kommt in Deutschland (FloraWeb: Altmühltal) und Frankreich vor.[7]
- Anthriscus sylvestris subsp. fumarioides (Waldst. & Kit.) Spalik (Syn.: Anthriscus fumarioides (Waldst. & Kit.) Spreng., Scandix fumarioides Waldst. & Kit.): Sie kommt in Österreich, Slowenien und auf der Balkanhalbinsel vor.[2][7]
- Anthriscus sylvestris subsp. nemorosus (M.Bieb.) Koso-Pol.: Sie ist in Ost-, Mittel- und Südeuropa sowie in Asien verbreitet.[2]
- Schmalzipfliger Wiesen-Kerbel (Anthriscus sylvestris subsp. stenophyllus (Rouy & E.G.Camus) Briq., Syn.: Anthriscus stenophyllus Rouy & Camus, Anthriscus sylvestris var. torquatus W.D.J.Koch, Anthriscus torquatus Thomas nom. inval., Chaerefolium sylvestre var. stenophyllum (Rouy & Camus) Thell.): Sie kommt in Deutschland und in der Schweiz vor.[7] Sie kommt in Deutschland nur an 4 Stellen auf der Schwäbischen Alb in Geröllhalden des Weißen Jura vor. Sie gilt als Eiszeitrelikt.[8] Die einzigen Vorkommen der Schweiz liegen im Schweizer Jura bei Bressaucourt. Die Art gilt dort als 'stark gefährdet'. Die ökologischen Zeigerwerte nach Landolt et al. 2010 sind in der Schweiz für diese Unterart: Feuchtezahl F = 3w (mäßig feucht aber mäßig wechselnd), Lichtzahl L = 3 (halbschattig), Reaktionszahl R = 5 (basisch), Temperaturzahl T = 3+ (unter-montan und ober-kollin), Nährstoffzahl N = 3 (mäßig nährstoffarm bis mäßig nährstoffreich), Kontinentalitätszahl K = 2 (subozeanisch).[9]
- Anthriscus sylvestris (L.) Hoffm. subsp. sylvestris (Syn.: Anthriscus mollis Boiss. & Reut.): Sie ist in Eurasien und Afrika verbreitet.[2] Die ökologischen Zeigerwerte nach Landolt et al. 2010 sind in der Schweiz für diese Unterart: Feuchtezahl F = 3 (mäßig feucht), Lichtzahl L = 3 (halbschattig), Reaktionszahl R = 3 (schwach sauer bis neutral), Temperaturzahl T = 3+ (Unter-montan und ober-kollin), Nährstoffzahl N = 4 (nährstoffreich), Kontinentalitätszahl K = 3 (subozeanisch bis subkontinental).[9]

## Toxikologie
Bei Berührung kann der Wiesen-Kerbel auf der Haut phototoxische Reaktionen hervorrufen. Hauptwirkstoffe für diese Hautreizungen sind Bergapten, Xanthotoxin und Apterin.

## Landwirtschaft
Von Landwirten wird die Pflanze nicht geschätzt. Nur in jungem und nicht blühendem Zustand gibt der Wiesenkerbel ein wenig nahrhaftes Futter. Im Heu ist er auf Grund seiner harten Stängel wertlos. Aufgrund seines starken Wachstums ist er außerdem in der Lage, für Landwirte wertvollere Wiesenpflanzen zu verdrängen.

## Verwendung als Nahrungsmittel
Der Wiesen-Kerbel hat einen etwas herberen Geschmack als der Echte Kerbel, mit einem leichten Aroma von Möhren. Er wird zum Würzen von Salaten, Quark, Wildkräutersuppen verwendet. Junge Blätter wurden früher außerdem zu einem Wildgemüse gekocht.
Es ist allerdings zu beachten, dass eine Verwechslungsgefahr mit dem sehr giftigen Gefleckten Schierling und dem betäubenden Hecken-Kälberkropf besteht.

## Weitere Trivialnamen
Für den Wiesen-Kerbel sind oder waren, zum Teil nur regional, auch die Bezeichnungen Bange (Glarus), Bäumlikraut (Glarus), Buchholder (Württemberg), Buggla (St. Gallen), Buschmoren, Cherbel (St. Gallen Toggenburg), Chrabella (Bern), Emtstengel (Appenzell), Eselskörbel, Eselspeterlein, Feine Scherre (Memmingen), Hartkopf (Eifel bei Nürnberg), Hartkopp (Eifel bei Nürnberg), Heustengel (Appenzell), Hingstwäid (Ostfriesland), Hundekümmel (Brandenburg), wilder Ibarach (St. Gallen), Kälberkerner, Kalberkropf (Ostpreußen), Kälberrohr (Schleswig-Holstein), Kälberscheere, Kälberscheiß (Vogtland) Kalbarkrop (Mecklenburg), Kalverkropp (Altmark, Pommern), Kelberkern (Harz), Kerbelkern, Kirbel (Bern, Luzern), Kirbelstengel (Bern, Luzern), Kocker (Butjaden), wilder Körffel, Korbelkom, Krabellen (Luzern), Krebellen (Bern), Kreblikraut (Bern), Kruud (Ostfriesland), Kuhpeterlein (Schlesien), Ledepipenkrud, Ledespypenkrut, Leiterlikraut (Bern), Paguda (St. Gallen, Sargans), Pferdskümmel (Eifel), Piffenkrut, Pigudabengel (St. Gallen bei Sargans), Pipencrud, Ramschfedern (Waadt, Wallis), Rosskümmel (St. Gallen, Oberrheintal, Obertoggenburg), Schärläch (Glarus), Scharnpiepen (Oldenburg), Scharpenpiepen (Elsfleth), Scheere, Schierling (Eifel bei Daun), Tigerlikraut (Glarus), Tschickan (Graubünden), Wasserkraut (Werfen), Windroslein, Wolfswurzel und Zieger (Glarus) gebräuchlich.